# 高岡暴力団組長夫婦射殺事件
高岡暴力団組長夫婦射殺事件（たかおかぼうりょくだんくみちょうふうふしゃさつじけん）は、2000年（平成12年）7月13日に暴力団組長である男性とその妻が殺害された事件である。主犯格2名に死刑が言い渡され確定したが、いずれも執行されないまま病死するという結末を迎えた。

## 事件概要
2000年（平成12年）7月13日午前に元暴力団組長Wと中国籍のBの2人が富山県高岡市の指定暴力団組長宅だった場所に侵入して、同組長と妻の2人を拳銃で射殺したとされている。
富山県警は顔見知りの犯行とみて捜査を行い、同年9月に殺人容疑で元暴力団組長Wを逮捕した。取り調べに対しAは当時被害組長のナンバー2であったIに組長の殺害を依頼され、拳銃を渡されたと自白した。この自供などに基づきBとCの2人を逮捕した。
主犯格のWは犯行は認めたものの、計画性がなかったと主張した。しかし、2004年（平成16年）3月26日、富山地裁はWに死刑判決を言い渡した。2006年（平成18年）2月16日、名古屋高裁金沢支部も一審の判決を支持して控訴を棄却。
2009年（平成21年）1月22日、最高裁は報酬目当てという動機に情状酌量の余地はなく、命乞いする妻も射殺した残忍な犯行だとして上告を棄却。Wに死刑判決が確定した。Bに対しては、Wの指示に従って行動しており見張り役など殺人行為に果たした役割も限定的として懲役18年が確定した。
もう一人の主犯格I（旧姓O）は組長の妻まで殺害の依頼はしていないと主張していたが、2005年（平成17年）1月27日富山地裁は、妻が殺害されることを十分認識していたとし、Iにも死刑を言い渡した。2006年（平成18年）10月12日、名古屋高裁金沢支部も1審判決を支持して控訴を棄却した。2009年（平成21年）3月25日、最高裁はIの上告を棄却して死刑判決が確定した。
また、Iは取調べの段階で、D副組長と一緒に組長の殺害を依頼したと供述した。そのため、検察はDに対しても逮捕、2003年（平成15年）2月に起訴した。Dは最初から一貫して無罪を主張をしていたが検察は死刑を求刑した。富山地裁はDの自白の信用性に疑問があるとして無罪判決。2008年（平成20年）4月17日に名古屋高裁金沢支部でも1審判決を支持して検察側の控訴を棄却して無罪判決。検察は判決を覆すのは困難と判断して上告を断念、Dに無罪が確定した。
Wは2009年（平成21年）4月16日、収容されていた名古屋拘置所の居室で吐血。食道静脈瘤と診断され外部の病院に入院していたが5月2日午後6時16分、入院先の病院で肝不全による出血性ショックにより死亡した。56歳没。病死は5月3日に名古屋拘置所が発表した。Iも名古屋拘置所に収監され、再審請求をしていたが、2014年（平成26年）7月16日、同所にて肝臓がんのため病死。67歳没。死刑が確定したW・Iともに執行されないまま病死するという結末を迎えた。

## 補足
最高裁によると1958年以降に死刑求刑に対して一審、二審と続けて無罪判決が出るのは極めて異例でこの事件が中華青年会館殺人事件、北方事件（いずれも検察が最高裁への上告を断念して無罪確定）に次いで3件目だった。2011年6月現在も広島保険金目的放火殺人事件（最高裁で検察側上告棄却、無罪確定）、平野母子殺害事件（一審で無期懲役、二審で死刑判決を受けるも最高裁が差し戻し、差し戻し一審・二審で無罪判決。上告せず確定）を含めた5件しかない。
2014年現在、死刑判決の求刑に対して一審において無罪になった事件に限っても、玉名継母毒殺事件（二審で差戻し。差戻し後の一審で懲役12年判決。最高裁で確定）、宮崎・三ヶ所村雑貨商一家強盗殺傷事件（二審で逆転有罪無期懲役判決、最高裁で確定）、名張毒ぶどう酒事件（二審で逆転有罪死刑判決、最高裁に置いて死刑判決確定。2015年病死。現在、遺族が再審請求中）、豊橋事件（控訴せず確定）、土浦一家3人殺害事件（二審で逆転有罪無期懲役判決、最高裁で確定）、鹿児島高齢夫婦殺害事件（検察側控訴中に被告が病死し、公訴棄却）の6件を加えた11件しかない。また、死刑を求刑されて死刑判決が確定した事件で、再審において無罪判決となった事例が4件ある。
なお、春日事件、土田・日石・ピース缶爆弾事件などにおいて、死刑求刑を受けた被告が殺人に関して無罪になったという事例があるものの、これは別件では有罪判決を受けているため、無罪判決とはなっていない。